# In Concert (álbum de Jethro Tull)
In Concert es el quinto álbum en vivo de la banda de rock progresivo Jethro Tull, grabado el 8 de octubre de 1991 durante un concierto en el Hammersmith Odeon de Londres.

## Lista de temas
| #   | Título                                      | Autor                           | Interpretaciones | Tiempo |
| --- | ------------------------------------------- | ------------------------------- | ---------------- | ------ |
| 1.  | "Minstrel in the Gallery / Cross-Eyed Mary" | (Ian Anderson)                  |                  | 4:00   |
| 2.  | "This Is not Love"                          | (Ian Anderson)                  |                  | 4:00   |
| 3.  | "Rocks on the Road"                         | (Ian Anderson)                  |                  | 6:30   |
| 4.  | "Heavy Horses"                              | (Ian Anderson)                  |                  | 7:33   |
| 5.  | "Tall Thin Girl"                            | (Ian Anderson)                  |                  | 3:28   |
| 6.  | "Still Loving You"                          | (Ian Anderson)                  |                  | 4:40   |
| 7.  | "Thick as a Brick"                          | (Ian Anderson / Gerald Bostock) |                  | 7:48   |
| 8.  | "A New Day Yesterday"                       | (Ian Anderson)                  |                  | 5:45   |
| 9.  | "Blues Jam"                                 | (Ian Anderson)                  |                  | 3:00   |
| 10. | "Jump Start"                                | (Ian Anderson)                  |                  | 6:30   |

## Intérpretes
- Ian Anderson: voz, flauta, mandolina, guitarra acústica y armónica.
- Martin Barre: guitarra eléctrica y guitarra acústica.
- Dave Pegg: bajo.
- Martin Allcock: teclados.
- Doane Perry: batería.